# Frank Lammers
Pour les articles homonymes, voir Lammers.
Frank Lammers, né à Mierlo (Pays-Bas) le 10 avril 1972, est un acteur et chanteur néerlandais.

## Filmographie partielle
- 1998 : fl 19,99 (nl) : Dakloze
- 2000 : Wilde Mossels (nl) : Daan
- 2000 : De zwarte meteoor (nl) : Wezelkop
- 2001 : De grot (nl) : René
- 2001 : De val : Danny
- 2003 : Grimm : Farmer
- 2003 : Seventeen : Construction Worker (voix)
- 2003 : Polleke (nl) : Meester Wouter
- 2003 : De passievrucht (nl) : Dees
- 2004 : Het zuiden (nl) : Loe de Koning
- 2004 : Shouf Shouf Habibi! : Chris
- 2004 : Dajo : Peter
- 2004 : De dominee : Adri
- 2005 : Flirt (nl) : Egbert-Jan
- 2005 : Het schnitzelparadijs : Willem
- 2005 : Leef! : BMW-er
- 2006 : Het woeden der gehele wereld : Inspecteur Douvetrap
- 2006 : Black Book (Zwartboek) de Paul Verhoeven : Kees
- 2006 : Nachtrit : Dennis
- 2007 : Nadine : Vince
- 2010 : Lex : Lex
- 2010 : New Kids Turbo : Foreman
- 2011 : Tête de bœuf (Bullhead) de Michaël R. Roskam : Sam Raymond
- 2011 : De president : Krasimir
- 2011 : De bende van Oss : Harry den Brock
- 2012 : Van de Wereld : Edward
- 2012 : De Marathon : Kees
- 2014 : Onder het hart : Rogier
- 2015 : Michiel de Ruyter de Roel Reiné : Michiel de Ruyter
- 2015 : J. Kessels de Erik de Bruyn : Kessels  (en production)[réf. nécessaire]
- 2018 : All You Need Is Love (nl) : Ernst
- 2019 : Undercover : Ferry Bouman (Eddy Beaumont dans la VF)
- 2021 : Le Mauvais Camp : Ferry Bouman (Eddy Beaumont dans la VF)
- 2022 : The Takeover : Buddy
- 2023 : Le Mauvais Camp: la série : Ferry Bouman (Eddy Beaumont dans la VF)
- 2024 : Le Mauvais Camp 2 : Ferry Bouman (Eddy Beaumont dans la VF)

## Discographie

### Album studio
- 2011 : Voor / Achter (sorti le 11 avril 2011)